# Franz Adolf Hofmann
Franz Adolf Hofmann (* 14. Juni 1843 in München; † 26. September 1920 in Giechkröttendorf) war ein deutscher Mediziner.

## Leben
Hofmann studierte an der Ludwig-Maximilians-Universität München Medizin und wurde Mitglied des Corps Suevia München. In München wurde er zum Dr. med. promoviert.  Nachdem er mehrere Jahre am physikalischen Institut gewirkt hatte, habilitierte er sich 1872 für Hygiene. Noch im selben Jahr übertrug man ihm eine außerordentliche Professur an der Universität Leipzig, womit er Vorsteher des Labors für pathologische Chemie wurde. 1878 wurde er ordentlicher Professor für pathologische Chemie sowie für experimentelle Hygiene und Direktor des hygienischen Instituts. Als Vertreter der Leipziger Universität war er 1879/80 Abgeordneter der I. Kammer des Sächsischen Landtags. Der Geheime Medizinalrat und Ministerialdirektor des Reichsgesundheitsamtes hatte sich auch an den organisatorischen Aufgaben der Leipziger Hochschule beteiligt. So war er in den Jahren 1884/85, 1889/90, 1893,94, 1899/1900, 1902/03 und 1911/12 Dekan der Medizinischen Fakultät sowie 1888/89 Rektor. Nach der Emeritierung zog er sich ins Privatleben zurück. Er verbrachte, erblindet, seine letzten Lebensjahre im Renaissanceschloss Giechkröttendorf, das er 1895 gekauft hatte.
Er war verheiratet mit Lilly, geborene Wunderlich (1852–1928), eine Tochter des Medizinhistorikers Carl Reinhold August Wunderlich. Seine Urne wurde im Wunderlichschen Erbbegräbnis in der IV. Abteilung des Neuen Johannisfriedhofs beigesetzt.
Hofmann gehörte zu den Begründern der Zeitschrift für Biologie, des Archivs für Hygiene und der Vierteljahresschrift für öffentliche Gesundheit. Daneben veröffentlichte er einige medizinische Werke.

## Werke
- Über den Übergang von freier Säure d. d. alkal. Blut in den Harn.
- Der Übergang von Nahrungsfett in die Zellen des Tierkörpers. 1871/1872.
- Ueber die Reaction der Fette und die quantitative Bestimmung von Fettsäuren in Fetten. Leipzig 1874.
- Üb. Traumat. Konjunktiv. b. Bergarb.
- Grundwasser und Bodenfeuchtigkeit.
- Über Ernährung und Nahrungsmittel des Kindes.
- Über Desinfektionsmaßregeln.
- Über die hygienischen Anforderungen an Anlage und Benutzung von Friedhöfen.
- Moderne Desinfektionstechniken.
- Kühlräume für Fleisch und Nahrungsmittel.
- Über die Vorkommen von Arsenik in einigen Wasserleitungen.
- Die Wasserversorgung zu Leipzig. Gutachten dem Rathe der Stadt Leipzig vorgelegt. Leipzig 1877.
- Die Bedeutung der Fleischnahrung und Fleischkonserven mit Bezug auf Preisverhältnisse. Leipzig 1880.
- Die Quellen und die Ausbreitung der Volkshygiene. Leipzig 1888.